# Jessica Parker Kennedy
Jessica Parker Kennedy (Calgary, 3 ottobre 1984) è un'attrice canadese.

## Biografia
Di origini italoafrorusse, debutta sul piccolo schermo nel 2006 in La figlia un po' speciale di Babbo Natale e sul grande schermo nel 2007 con Decoys 2: Seduzione aliena. È conosciuta per aver interpretato il ruolo di Plastique nella serie televisiva americana Smallville. Diventa una delle protagoniste, nel 2009, della serie tv Valemont, interpretando Beatrice.
Nel 2011 entra nel cast fisso della serie televisiva della CW The Secret Circle interpretando Melissa Glaser, la serie viene cancellata dopo una sola stagione.
A partire dal 2014 diventa una delle protagoniste della serie piratesca Black Sails, dove recita, fino al 2017, il ruolo di Max.
Dal 2018 partecipa alla serie televisiva The Flash nel ruolo di Nora West-Allen/XS,entrando in seguito nel cast fisso.

## Filmografia

### Cinema
- Decoys 2: Seduzione aliena (Decoys 2: Alien Seduction), regia di Jeffery Scott Lando (2007)
- Another Cinderella Story, regia di Damon Santostefano (2008)
- Karma Inc., regia di J.D. Scott - cortometraggio (2010)
- In Time, regia di Andrew Niccol (2011)
- 50 e 50 (50/50), regia di Jonathan Levine (2011)
- Bad Meat, regia di Lulu Jarmen (2011)
- The Perfect Guy, regia di David M. Rosenthal (2015)

### Televisione
- La figlia un po' speciale di Babbo Natale (Santa Baby), regia di Ron Underwood - film TV (2006)
- Kaya – serie TV, 10 episodi (2007)
- Desperate Hours: An Amber Alert, regia di George Mendeluk - film TV (2008)
- Exes & Ohs – serie TV, episodio 2x06 (2009)
- Fear Itself – serie TV, episodio 1x11 (2009)
- Soul – serie TV, 5 episodi (2009)
- Valemont – serie TV, 33 episodi (2009)
- Santa Baby - Natale in pericolo (Santa Baby 2), regia di Ron Underwood - film TV (2009)
- V – serie TV, episodio 1x07 (2010)
- The Troop – serie TV, episodi 1x02-1x26 (2009-2010)
- Undercovers – serie TV, episodio 1x01 (2010)
- Smallville – serie TV, episodi 8x02-8x21-10x02 (2008-2010) - Plastique
- Brothers & Sisters - Segreti di famiglia (Brothers & Sisters) – serie TV, episodio 5x08 (2010)
- Lie to Me – serie TV, episodio 3x06 (2010)
- Behemoth, regia di David Hogan - film TV (2011)
- Fairly Legal – serie TV, episodio 1x01 (2011)
- Missione Mercurio, regia di Paul Ziller - film TV (2011)
- The Secret Circle – serie TV, 22 episodi (2011-2012) - Melissa Glaser
- Lethal weapon - serie TV, episodio 1x10 (2016)
- Black Sails – serie TV, 36 episodi (2014-2017)
- Supergirl – serie TV, episodio 3x08 (2017)
- The Flash – serie TV, 27 episodi (2018-2019-2021)
- Percy Jackson e gli dei dell'Olimpo - serie TV (2023-in corso)

## Doppiatrici italiane
Nelle versioni in italiano delle opere in cui ha recitato, Jessica Parker Kennedy è stata doppiata da:
- Elena Perino in Supergirl, The Flash, Percy Jackson e gli dei dell'Olimpo
- Gaia Bolognesi in Fear Itself, Colony
- Roberta De Roberto in Valemont
- Francesca Manicone in Smallville
- Gemma Donati in The Secret Circle[2]
- Benedetta Degli Innocenti in Black Sails
- Alessandra Cerruti in Cam